# Matcha
Le matcha (抹茶, litt. « thé moulu », prononcé : /mat.tɕa/), ou maccha, est une poudre très fine de thé vert moulu (chinois : 粉茶 ; pinyin : fěnchá, qui donne aussi en japonais kocha ou konacha (粉茶)), qui a été broyé entre deux meules en pierre. Il est utilisé pour la cérémonie du thé japonaise (chanoyu (茶の湯)) et comme colorant ou arôme naturel avec des aliments tels que le mochi, les soba, la crème glacée au thé vert et une variété de wagashi (和菓子, des pâtisseries japonaises).  

## Qualités dematcha
Le matcha est généralement assez cher comparé à d'autres formes de thé. Son prix dépend en majeure partie de sa qualité. Celle-ci est évaluée selon des systèmes de grades. Plus le grade est élevé plus le prix du matcha est élevé.
Les grades les plus couramment usités sont :
- Le matcha de grade « cérémonie ». Très peu amer, voire pas du tout amer, il est un exemple de la saveur umami (savoureux) par excellence. Sa couleur est d’un vert profond. Il est consommé nature avec de l’eau. Il est assez riche en théine.
- Le matcha de grade « premium ». Plus amer et moins umami que le matcha de grade «cérémonie”, il est d'une couleur verte plus jaune. Il est utilisé lorsque le matcha est l’ingrédient principal de recette de boisson telle que le matcha latte ou de glace.
- Le matcha de grade « culinaire ». Sa couleur tire encore plus sur le jaune. Son goût est encore plus amer et moins umami. Il est utilisé mélangé avec d’autres ingrédients dans des recettes de type boissons, gâteaux ou glaces.

## Histoire
Son origine provient d'une tradition originaire de Chine sous la dynastie Sui (581–618) où il est alors appelé mocha (chinois : 末茶 ; pinyin : mòchá ; litt. « thé en poudre »). Cette tradition y arrive à son apogée sous les dynasties Tang (618–690 et 705–907) et Song (960-1279). La préparation et la consommation de ce thé devint un rituel sous l'influence de la pratique du bouddhisme Chan, dans lequel il était bu dans un bol commun en guise de sacrement,.

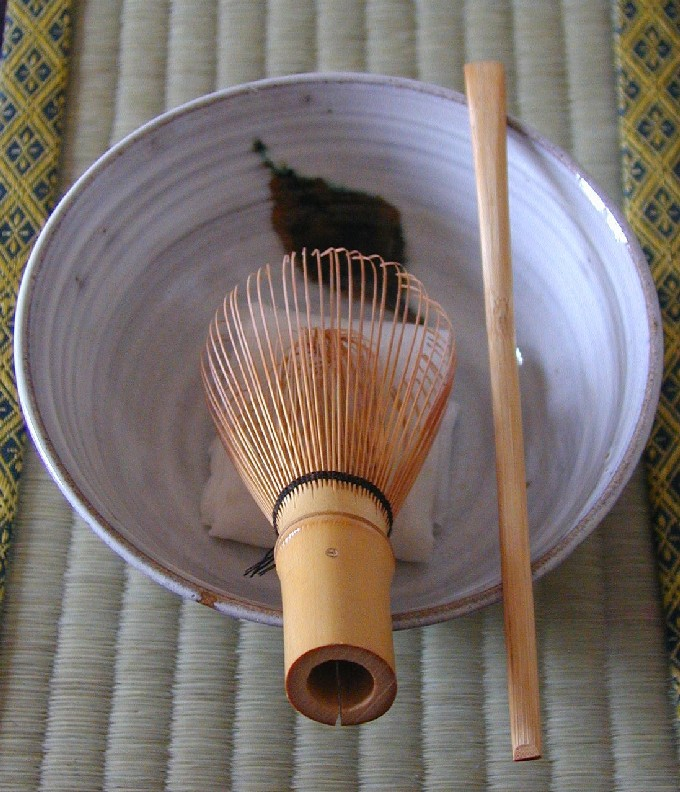
Ustensiles du matcha, le bol à thé (chawan), le petit fouet (chasen), et l'écope (chashaku)

Le bouddhisme Chan (aussi connu sous le nom japonais de zen), et avec lui le thé en poudre, fut importé au Japon en 1191 par le moine Eisai. Le thé en poudre fut par la suite oublié en Chine, tandis qu'il devint populaire au Japon. Au XVIe siècle, le maître de thé Sen no Rikyū formula les principes du chanoyu, la cérémonie du thé japonaise, et indiqua que le matcha était le thé à utiliser dans ce contexte.

## Production
La production du matcha se fait avec du thé d'ombre. Quelques semaines avant la récolte, les buissons de thé sont couverts pour être protégés de la lumière directe du soleil. Cela ralentit la croissance de la plante, sa production de chlorophylle (ce qui rend ses feuilles plus sombres) et entraîne la production d'acides aminés qui adouciront le goût du thé, notamment l’acide aminé L-théanine, responsable du goût umami du thé matcha.
Après la récolte, si les feuilles sont enroulées avant le séchage, ce qui est le cas d'ordinaire, le thé résultant sera du gyokuro. Si à l'inverse les feuilles sont dépliées pour le séchage, elles vont quelque peu s'émietter et produire du tencha (碾茶). Le tencha peut ensuite être moulu en une poudre très fine, d'un vert clair ; il sera alors appelé matcha.
Seul le tencha en poudre peut être qualifié de matcha. Les autres variantes de thés moulus sont simplement appelées konacha (粉茶, littéralement : thé en poudre). Le taux élevé de catéchine (un flavonoïde) qu'il contient est une conséquence de la mouture très fine de la poudre du matcha.
La saveur du matcha est affectée par ces acides aminés. Les meilleurs matcha ont généralement un arôme plus profond et plus doux que les thés récoltés plus tardivement.

## Préparation

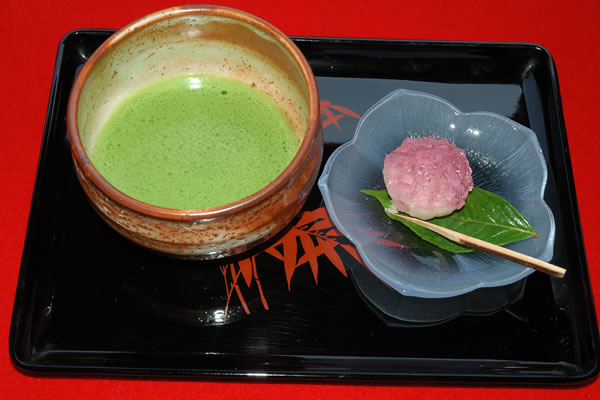
Présentation traditionnelle du matcha dans son bol avec sa sucrerie d'accompagnement.

Le matcha doit être tamisé avant d'être mélangé à l'eau. On utilise à cette fin des tamis spéciaux, généralement en acier inoxydable, au maillage serré, et incluant un réceptacle provisoire. Pour faire passer le thé à travers le tamis, on peut utiliser une spatule de bois spéciale ou placer une pierre polie sur le tamis et le secouer doucement.
Si le matcha doit être servi lors d'une cérémonie du thé, il doit être placé dans une petite boîte spéciale. Dans le cas contraire, on peut verser le contenu du tamis directement dans le bol à thé.
Une petite quantité de matcha est placée dans le bol, traditionnellement en utilisant une écope en bambou appelée chashaku (茶杓), et une petite quantité d'eau non bouillante, idéalement à 70°C, est ensuite ajoutée. La mixture est alors fouettée en utilisant le chasen (茶筅), un fouet en bambou, jusqu'à l'obtention d'un liquide de consistance uniforme, sans grumeau.
Idéalement, aucune trace de poudre de thé ne devrait subsister sur les bords du bol. On estime généralement que 40 g de matcha donnent 20 bols de usucha ou 10 bols de koicha.
Le usucha (薄茶, thé fin) est préparé à partir de 1,75 g (1,5 cuillerée chashaku, environ 1/2 cuillerée (rase) à café) de matcha pour 75 ml d'eau chaude, par portion. Certains amateurs (et écoles de cérémonie du thé) préfèrent fouetter le mélange pour produire une légère couche de mousse, tandis que d'autres souhaitent qu'il y ait aussi peu d'écume que possible (il peut être préféré dans la cérémonie du thé que le matcha soit lisse et crémeux, sans bulles ni écume). Le usucha produit un thé léger et un peu plus amer.
Le koicha (濃茶, thé épais) se prépare avec une plus grande quantité de matcha en doublant la dose de poudre et en divisant par deux la dose d'eau, avec 3,75 g (3 cuillerées chashaku, environ 1 cuillerée (bombée) à café) pour 40 ml d'eau chaude, par portion (la préparation dans un bol pouvant monter jusqu'à six cuillerées à café dans 180 ml). Comme cette mixture est plus épaisse (de la consistance d'un miel liquide), on la mélange d'un geste plus lent, qui ne produit pas de mousse. Le koicha, qui produit un thé plus doux, est presque exclusivement servi au cours de la cérémonie du thé.
Du fait de son goût légèrement amer, le matcha est souvent servi accompagné d'une petite sucrerie, qu'on laisse fondre sur la langue avant de boire le thé, ou dont on croque un bout avant chaque gorgée (la cérémonie prescrivant de boire son bol en trois fois). Au Japon, il est bu sans sucre, ni lait, ni ajout.

## Autres utilisations

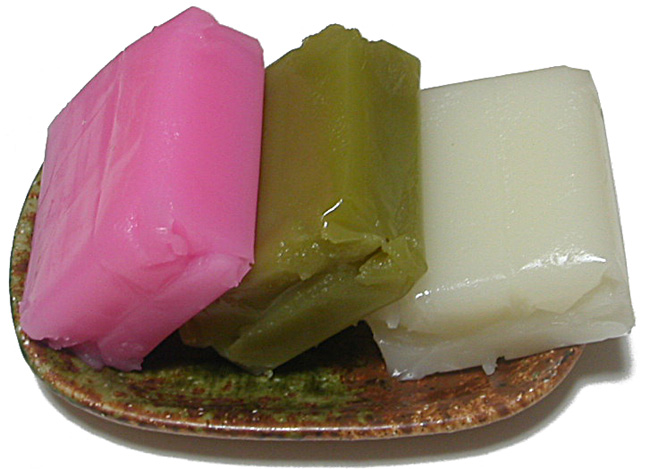
Des gâteaux japonais. Celui du milieu contient du matcha, celui de gauche du sakura.

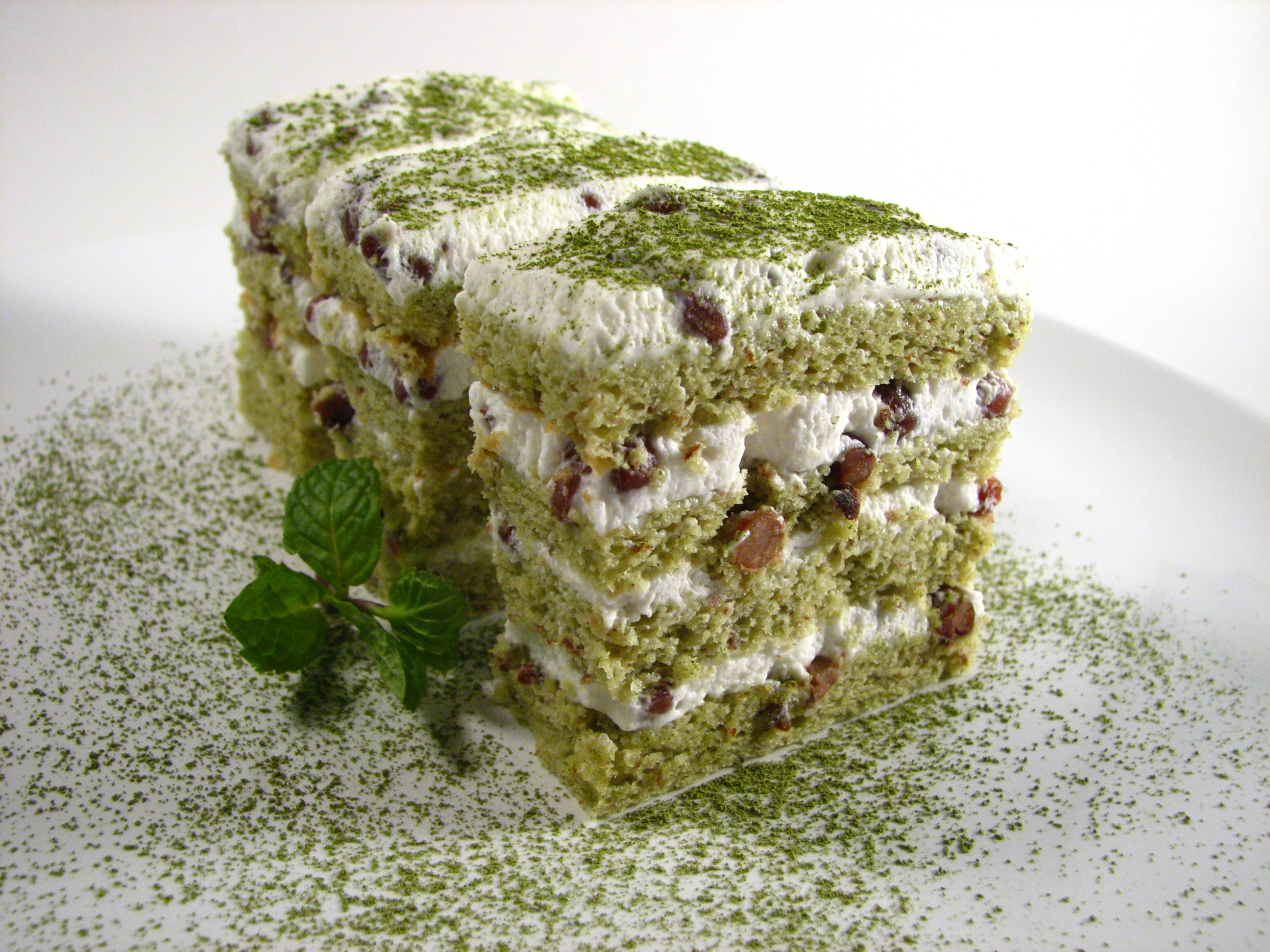
Gâteau au matcha et aux haricots rouges.

Le matcha est maintenant un ingrédient courant dans les sucreries japonaises. Il est utilisé dans le kasutera, les manjū et le monaka, les mochi, comme garniture pour le kakigōri, comme boisson mélangé avec du lait et du sucre, ou en matcha-shio (une préparation qui peut accompagner le tempura).
Il est aussi utilisé comme un arôme pour parfumer des chocolats, des bonbons, des gâteaux (cookies, puddings…) ou des crèmes glacées.
L'utilisation du matcha dans des boissons modernes s'est répandue dans les cafés aux États-Unis où, comme au Japon, il peut être mélangé au café au lait, au milkshake, dans des boissons glacées, et dans des boissons sucrées ou alcoolisées. Le thé matcha connaît également un grand succès dans les bubble teas, boisson aux perles d'origine taïwanaise.

## Aspect nutritionnel

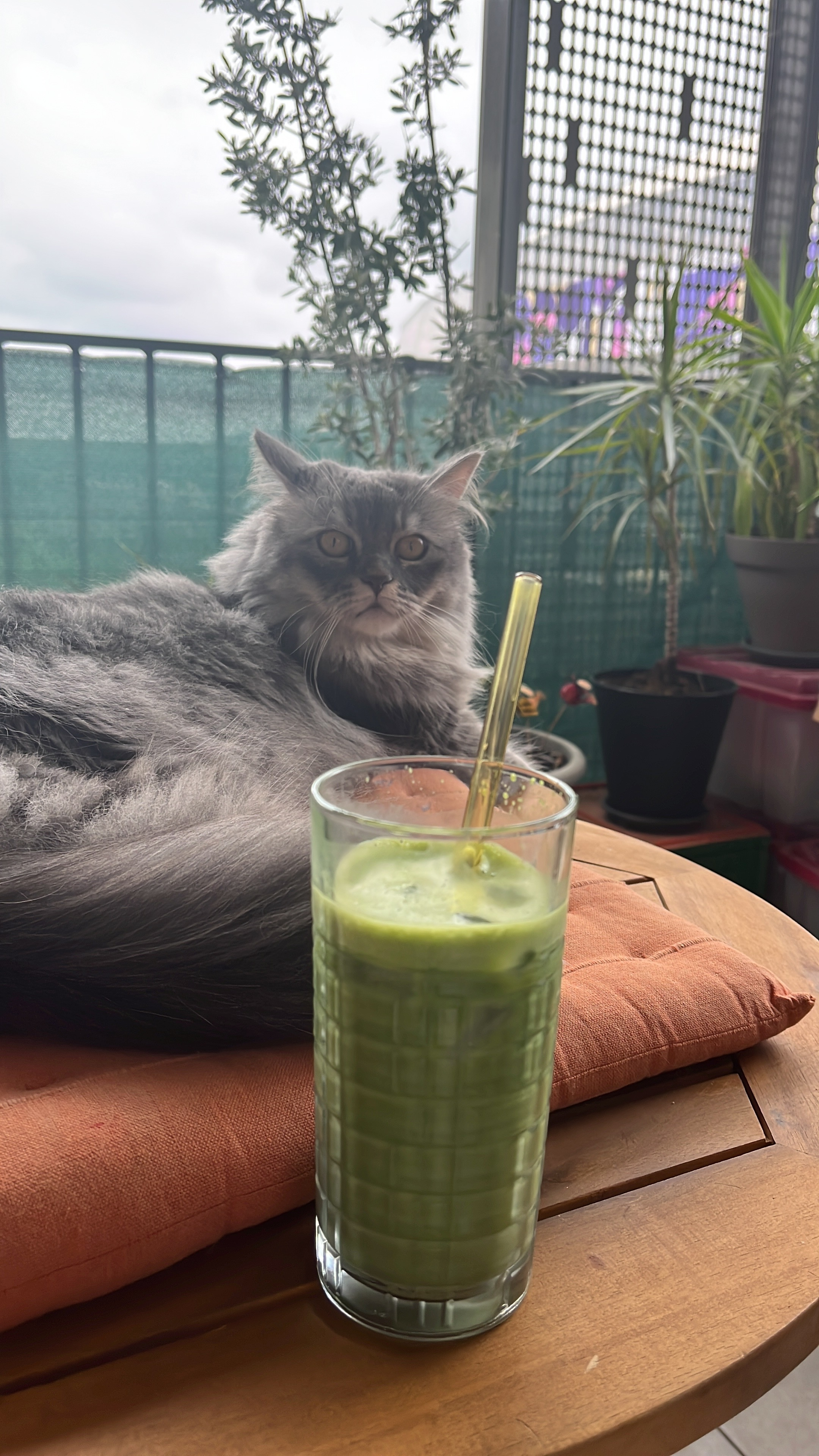
Un verre de matcha devant un chat

Les vertus alimentaires du thé vert en général et du matcha en particulier ont suscité un vif intérêt aux États-Unis. On peut maintenant trouver du matcha dans de nombreux aliments diététiques allant des mélanges à base de céréales aux barres énergétiques.
La théanine est l’acide aminé non protéique le plus abondant dans le thé vert et donne au matcha son goût d’umami. La préparation du matcha exige que les feuilles de thé soient protégées du soleil, ce qui réduit la biosynthèse de la théanine en catéchine et augmente la concentration de théanine par rapport aux autres techniques de brassage du thé vert.
Consommée à une dose réaliste (4g), le matcha peut induire des effets modestes sur la rapidité d’attention et la mémoire épisodique secondaire. En revanche, aucun effet notable n’a été observé sur l’humeur. Étant une source importante d'antioxydants comme le gallate d'épigallocatéchine, qui aident à réduire le stress oxydatif dans le corps, le matcha pourrait avoir des effets positifs sur la santé cardiovasculaire et la protection neuronale.
En comparaison avec le café, le matcha a un effet stimulant plus doux et durable, et permet de maintenir l’énergie sur une plus longue durée, mais aussi d’éviter les pics de fatigue ou de nervosité provoqués par la forte concentration en caféine du café[réf. souhaitée].